# عرض كنز (حبيش)

تعديل مصدري - تعديل

عرض كنز محلة تابعة لقرية ساحين، التابعة لعزلة صائر بمديرية حبيش إحدى مديريات محافظة إب في الجمهورية اليمنية، بلغ تعداد سكانها 33 حسب تعداد اليمن لعام 2004.